# Jorgo Bulo
Jorgo Bulo (ur. 27 kwietnia 1939 w Sheperze, zm. 26 listopada 2015 w Përmecie) – albański filolog i historyk literatury, krytyk literacki. Był autorem ponad 100 artykułów naukowych.

## Życiorys
W 1960 roku ukończył studia z zakresu języka i literatury albańskiej na Uniwersytecie Tirańskim. Od lat 60. pracował w Instytucie Językoznawstwa i Literatury w Tiranie, którego w latach 1990-2007 był dyrektorem.
W latach 1972–2008 był redaktorem czasopisma Studime Filologjike i jego redaktorem naczelnym w latach 1997-2007.
W roku 1983 otrzymał stopień doktora nauk filologicznych, a w 1994 roku tytuł profesora nadzwyczajnego. Od 2003 był członkiem Akademii Nauk Albanii.